# Pyrgomorpha
Pyrgomorpha es un género de saltamontes de la subfamilia Pyrgomorphinae, familia Pyrgomorphidae, y está asignado a la subtribu Pyrgomorphina de la tribu Pyrgomorphini. Este género se distribuye en África, Europa (Portugal,  España, Francia) y Asia (Oriente próximo, India, Kazajistán, Mongolia).

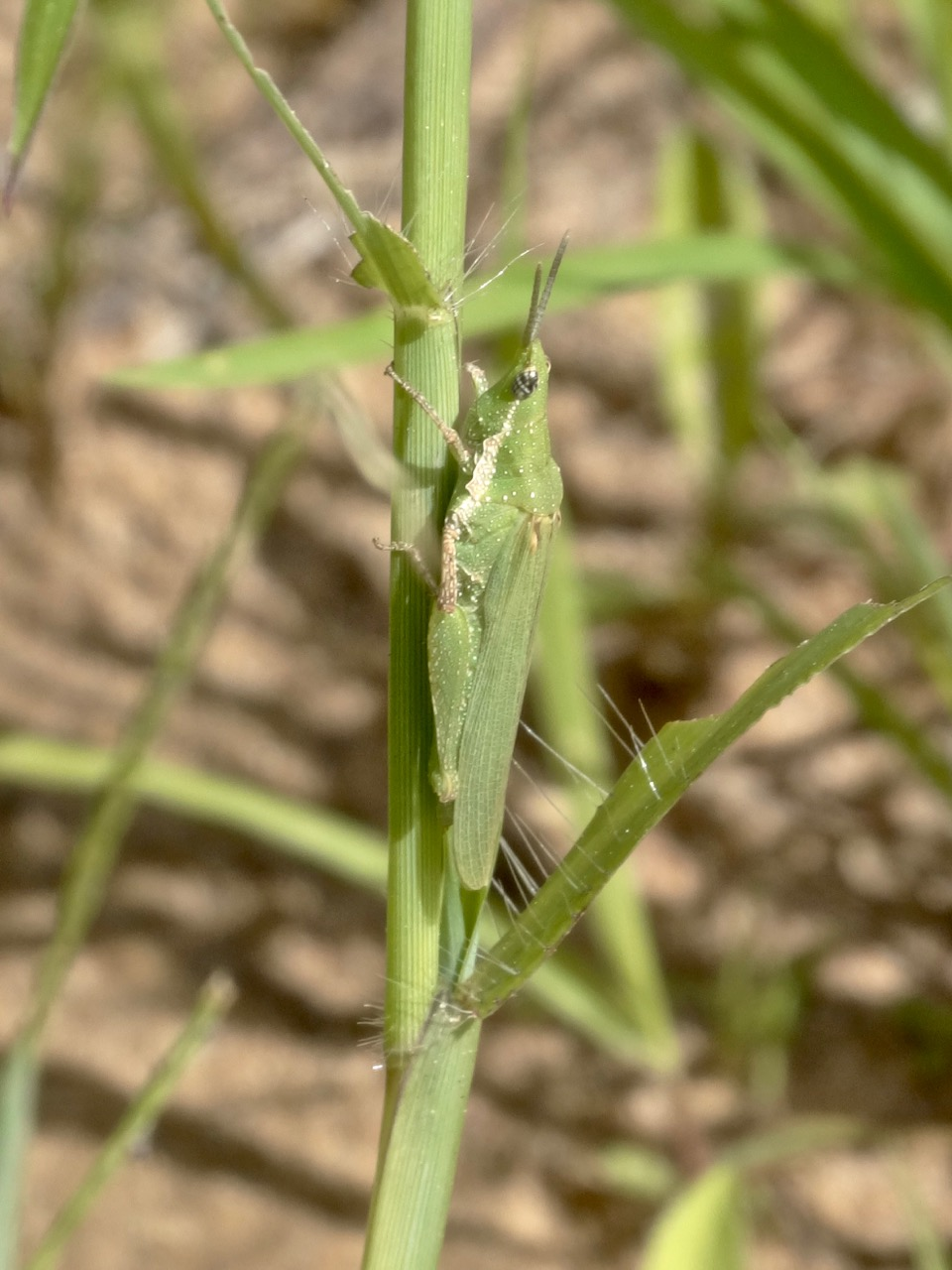
Pyrgomorpha cognata hembra

## Especies
Las siguientes especies pertenecen al género Pyrgomorpha:

### SubgéneroPhymelloidesKevan & Akbar, 1963
- Pyrgomorpha angolensis Bolívar, 1889
- Pyrgomorpha granulata Stål, 1875
- Pyrgomorpha johnseni Schmidt, 1999
- Pyrgomorpha rugosa (Key, 1937)
- Pyrgomorpha vignaudii (Guérin-Méneville, 1847)

### SubgéneroPyrgomorphaServille, 1838
- Pyrgomorpha agarena Bolívar, 1894
- Pyrgomorpha bispinosa Walker, 1870
- Pyrgomorpha cognata Krauss, 1877
- Pyrgomorpha conica (Olivier, 1791)
- Pyrgomorpha cypria Bolívar, 1901
- Pyrgomorpha granosa Stål, 1876
- Pyrgomorpha guentheri Burr, 1899
- Pyrgomorpha hemiptera Uvarov, 1938
- Pyrgomorpha inaequalipennis Bolívar, 1904
- Pyrgomorpha lepineyi Chopard, 1943
- Pyrgomorpha maruxina Bolívar, 1908
- Pyrgomorpha minuta Kevan, 1963
- Pyrgomorpha tereticornis (Brullé, 1840)
- Pyrgomorpha tricarinata Bolívar, 1884